# Otira affinis
Otira affinis är en spindelart som beskrevs av Hickman 1981. Otira affinis ingår i släktet Otira och familjen mörkerspindlar.
Artens utbredningsområde är Tasmanien. Inga underarter finns listade i Catalogue of Life.